# Abdi Hasan Awale Qeybdiid

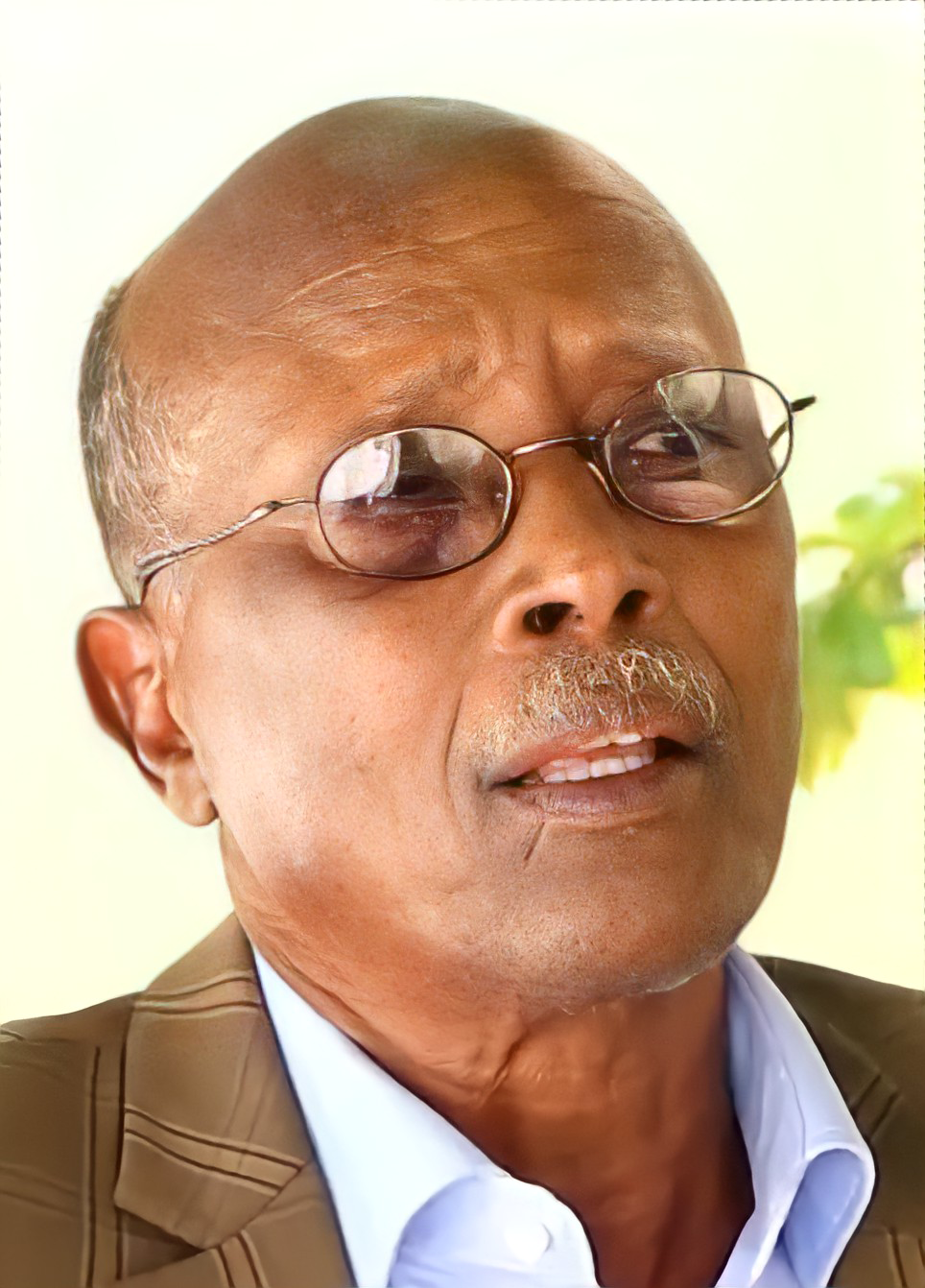
Abdi Hasan Awale Qeybdiid

Abdi Hasan Awale „Qeybdiid“ (* 1948) ist ein Kriegsherr und Politiker im somalischen Bürgerkrieg. Er gehört dem Clan der Sacad-Habre Gedir-Hawiya an.
Unter Siad Barre war Abdi Qeybdiid Polizeichef. Nach dem Sturz Barres schloss er sich der von Mohammed Farah Aidid geführten Somalischen Nationalallianz (SNA) an und beteiligte sich führend am Kampf gegen die UN-Truppen. Seine Villa im Süden Mogadischus diente als Treffpunkt der SNA-Führung sowie als Zentrum für die Planung verschiedener bewaffneter somalischer Operationen, Hinterhalte, Angriffe auf den Hafen sowie verschiedene UN-Einrichtungen und wurde im Rahmen der Operation Michigan zerstört. 1993 wurde er von US-Soldaten festgenommen und verbrachte mehrere Monate in Militärhaft.
2005 wurde Qeybdiid in Schweden inhaftiert, da ihm Völkermord während der 1990er Jahre vorgeworfen wurde, wegen fehlender Beweise wurde er aber bald wieder freigelassen. Die schwedische Zeitung Aftonbladet berichtete, dass unter Exil-Somalis ein Video zirkuliere, das Qeybdiid bei der Exekution von Kindersoldaten in Kismaayo 1991 zeigen soll. Die Aufzeichnung zeige einen Qeybdiid ähnlich sehenden Mann beim Verhören einer Gruppe von gefangen genommenen Kindersoldaten, bevor er seinen Milizionären aufträgt, sie zu erschießen.
2006 beteiligte er sich an der „Allianz für Frieden und gegen Terrorismus“ und war in die Schlacht von Bandiradley gegen die Union islamischer Gerichte involviert. Anschließend führte er die Streitkräfte des einseitig für unabhängig erklärten Galmudug. Zudem war er Polizeichef der Übergangsregierung in Mogadischu.
Am 14. August 2012 wurde Qeybdiid zum Präsidenten Galmudugs gewählt.
Ein UN-Report aus dem Jahr 2013 bezeichnet Qeybdiid als „Gefahr für Sicherheit und Frieden“. So soll er seine nach wie vor bestehende Miliz als politisches Druckmittel gegen die Bundesregierung eingesetzt und damit gedroht haben, sie aus Mogadischu abzuziehen, falls seinen Forderungen nicht Folge geleistet werde. Damit wäre die Sicherheitslage in der Hauptstadt vorsätzlich verschlechtert worden. Auch sollen Mitglieder von Qeybdiids Miliz wiederholt Kämpfern der al-Schabaab das Eindringen in staatlich kontrolliertes Gebiet ermöglicht haben.